# Tenis ziemny na Letnich Igrzyskach Olimpijskich 1924
Tenis ziemny na Letnich Igrzyskach Olimpijskich 1924 – turniej tenisowy, który rozgrywany był podczas Letnich Igrzysk Olimpijskich 1924 w Paryżu. Udział w zawodach wzięło 124 zawodników (89 mężczyzn i 35 kobiet) z 27 państw świata. Tabelę medalową zdominowali tenisiści reprezentujący Stany Zjednoczone, którzy sięgnęli po pięć złotych medali. Zawody odbyły się na obiekcie Stade Olympique Yves-du-Manoir w Colombes w dniach 13 – 21 lipca.

## Medaliści

### Mężczyźni
| Konkurencja    | Złoty medal                     | Srebrny medal                | Brązowy medal             |
| Gra pojedyncza | Vincent Richards                | Henri Cochet                 | Umberto De Morpurgo       |
| Gra podwójna   | Francis Hunter Vincent Richards | Jacques Brugnon Henri Cochet | Jean Borotra René Lacoste |

### Kobiety
| Konkurencja    | Złoty medal                      | Srebrny medal                  | Brązowy medal                         |
| Gra pojedyncza | Helen Wills Moody                | Julie Vlasto                   | Kathleen McKane                       |
| Gra podwójna   | Hazel Wightman Helen Wills Moody | Phyllis Covell Kathleen McKane | Evelyn Colyer Dorothy Shepherd-Barron |

### Mikst
| Konkurencja  | Złoty medal                        | Srebrny medal                  | Brązowy medal                  |
| Gra mieszana | Hazel Wightman Richard N. Williams | Marion Jessup Vincent Richards | Cornelia Bouman Hendrik Timmer |

## Tabela medalowa zawodów
| Poz. | Państwo           |   |   |   | Łącznie |
| ---- | ----------------- | - | - | - | ------- |
| 1    | Stany Zjednoczone | 5 | 1 | 0 | 6       |
| 2    | Francja           | 0 | 3 | 1 | 4       |
| 3    | Wielka Brytania   | 0 | 1 | 2 | 3       |
| 4    | Włochy            | 0 | 0 | 1 | 1       |
| 4    | Holandia          | 0 | 0 | 1 | 1       |
|      | Łącznie           | 5 | 5 | 5 | 15      |